# Iko Iko

Iko Iko est une chanson de La Nouvelle-Orléans qui raconte la confrontation des parades de deux tribus d'Indiens de Mardi gras. La chanson, originellement intitulée Jock-A-Mo, a été écrite en 1953 par James « Sugar Boy » Crawford à La Nouvelle-Orléans. L'histoire raconte qu'un « Spy Boy » (c'est-à-dire le guetteur d'une des deux tribus) rencontre le « Flag Boy » (le porte-enseigne) d'une autre tribu et menace de mettre le feu à son étendard.
Crawford a mis les phrases chantées par les Indiens de Mardi gras en musique, il déclara n'avoir aucune idée de ce que les paroles signifiaient, mais que celles-ci étaient « chock-a-mo », et alors le président de Checker Records Leonard Chess, ayant mal saisi, écrivit « jock-a-mo » sur le disque.
Jock-A-Mo est la version originale de la chanson Iko Iko enregistrée par The Dixie Cups en 1965. Leur version est presque accidentelle : elles étaient en studio d'enregistrement à New York, quand elles commencèrent une version impromptue d'Iko Iko accompagnées seulement de percussion jouée sur les cendriers du studio.

## Droit d'auteur
The Dixie Cups, qui avaient entendu leur grand-mère chanter Iko Iko[réf. souhaitée], n'en connaissaient pas les auteurs, c'est pourquoi les membres du groupe sont crédités : Barbara Ann Hawkins, sa sœur Rosa Lee Hawkins et leur cousine Joan Marie Johnson.
Après la publication de la version des Dixie Cups en 1965, le groupe et leur label Red Bird Records (en) ont été poursuivis en justice par James Crawford selon qui Iko Iko était la même chanson que son Jack-A-Mo. La procédure se termina sur un arrangement (en) en 1967 aux termes duquel Crawford n'était ni l'auteur ni le propriétaire de Iko Iko, mais est crédité 25 % pour les exécutions publiques (par exemple à la radio) d'Iko Iko aux États-Unis. Bien que la comparaison des deux chansons démontre qu'elles sont identiques, Crawford prit l'arrangement, fatigué d'années de procédure sans royalties. À la fin, il déclara : « Je ne sais même pas si je touche ce que je devrais. Je me dis juste 50 pour cent de quelque chose est mieux que 100 pour cent de rien. »,.
Dans les années 1990, les Dixie Cups réalisèrent que d'autres gens se réclamaient comme auteurs d'Iko Iko. Leur ancien manager Joe Jones et sa famille avaient déposé un copyright en 1991, alléguant qu'il avait écrit les paroles en 1963. Joe Jones parvint à déposer Iko Iko hors d'Amérique du Nord ; c'est donc lui qui est crédité sur la bande originale de Mission impossible 2 en 2000. Les Dixie Cups attaquèrent Joe Jones en justice, le procès se déroula à La Nouvelle-Orléans. Le 6 mars 2002, le jury unanime affirma que les Dixie Cups étaient les seules parolières d'Iko Iko et leur accordèrent plus d'argent qu'elles en demandaient. La cour d'appel des États-Unis pour le cinquième circuit condamna Joe Jones en appel.

## Interprétations
La chanson est régulièrement interprétée par des artistes de La Nouvelle-Orléans tels que The Neville Brothers, Larry Williams, Dr. John, The Radiators, Willy DeVille, Buckwheat Zydeco ou Zachary Richard, on l'entend souvent dans les rues et les bars de La Nouvelle-Orléans, particulièrement pendant le mardi gras.
Elle a été reprise par Cyndi Lauper (sur son deuxième album studio, True Colors (1986) et elle suit immédiatement après la chanson What's Going On), les Grateful Dead (qui en ont fait un incontournable de leurs spectacles depuis 1977), Cowboy Mouth (en), Warren Zevon, Long John Baldry, Dave Matthews & Friends, The Ordinary Boys, Glass Candy, et Sharon, Lois & Bram, Pow woW, entre autres. Amy Holland a repris la chanson sur la bande originale du film K-9, Aaron Carter l'a reprise sur celle de The Little Vampire et en a fait un clip. The Dixie Cups l'ont interprété sur la bande originale de La Porte des secrets et la reprise par The Belle Stars figure dans les films Rain Man, Knockin' on Heaven's Door et Very Bad Trip. Justine Bateman, Julia Roberts, Britta Phillips et Trini Alvarado l'interprètent dans le film de 1998 Satisfaction (en). Une version plus récente de Zap Mama, avec des paroles ré-écrites figure au générique de début de Mission impossible 2.
En 1965, Rolf Harris enregistra une version avec des paroles légèrement modifiées, en enlevant les références au « Flag Boy » et les autres régionalismes, tout en gardant une grande partie des paroles en créole louisianais et en faisant une sorte de scat absurde. Cette version rendit le chant populaire en Angleterre et en Australie dans les années 1960.
En 1967, Julie Dassin en enregistra une version française sous le titre Aïko Aïko.
La version qui eut le plus de succès au Royaume-Uni est celle de Natasha England, qui atteignit le top 10 en 1982. Sa version, sortie la même semaine que celle de The Belle Stars, se vendit nettement mieux que la compétition. La version de The Belle Stars sortit aux États-Unis en 1988, où elle atteignit la 14e place au Billboard Hot 100 en mars 1989, dépassant la version des Dixie Cups.

## Version de Justin Wellington et Small Jam
Singles par Justin Wellington
My Girl
(2018) Sweet Mama
(2020)
Singles par Small Jam
Mingling
(2018) Za Lame
(2020)

### Description
Le chanteur de Papouasie-Nouvelle-Guinée Justin Wellington enregistre une version d'Iko Iko avec le groupe des Îles Salomon Small Jam en 2017, sous le nom d'Iko Iko (My Bestie). La chanson sort en single le 3 juin 2019 et connaît le succès en 2021 après être devenue virale sur TikTok. Cette version change beaucoup de paroles et possède des sections inédites, mais garde le chœur original. Elle est par la suite ajoutée en tant que danse TikTok dans Fortnite Battle Royale.

### Classements hebdomadaires
| Classements (2021)                      | Meilleure position |
| --------------------------------------- | ------------------ |
| Allemagne (Media Control AG)            | 7                  |
| Autriche (Ö3 Austria Top 40)            | 5                  |
| Belgique (Flandre Ultratop 50 Singles)  | 3                  |
| Belgique (Wallonie Ultratop 50 Singles) | 2                  |
| Canada (Canadian Hot 100)               | 49                 |
| Danemark (Tracklisten)                  | 25                 |
| France (SNEP)                           | 10                 |
| France (SNEP Radio)                     | 1                  |
| France (Digital Songs)                  | 1                  |
| Hongrie (Rádiós Top 40)                 | 27                 |
| Hongrie (Single Top 40)                 | 8                  |
| Italie (FIMI)                           | 16                 |
| Pays-Bas (Nederlandse Top 40)           | 4                  |
| Pays-Bas (Single Top 100)               | 7                  |
| Pologne (ZPAV)                          | 5                  |
| Suède (Sverigetopplistan)               | 13                 |
| Suisse (Schweizer Hitparade)            | 5                  |

### Certifications
| Région | Certification           | Ventes/Streams |
| --- | ----------------------- | -------------- |
| Italie (FIMI) | Disque de certification | 35 000‡        |
| *Ventes selon la certification ^Mise en rayon selon la certification xNon précisé par la certification ‡ventes/streaming selon la certification |                         |                |

## Paroles
Les linguistes et les historiens ont proposé de nombreuses origines au couplet apparemment absurde, qui laisse penser que les paroles proviennent d'un mélange culturel.
Selon le linguiste Geoffrey D. Kimball, les paroles de la chanson dérivent en partie de Mobilian Jargon (en), langue véhiculaire amérindienne morte, pidgin de Choctaw et de Chickasaw et utilisée par les Amérindiens du Sud-Est, les Afro-Américains et les colons Européens. Dans cette langue, « čokəma fehna » (interprété comme « jockomo feeno ») est une phrase courante signifiant « très bien ».
Si le refrain est en créole louisianais, il peut se traduire comme suit :
| En créole louisianais : Ena! Ena! Ekout, Ekout an deye Chaque amour fi nou wa na né Chaque amour fi na né | En français : Eh là ! Eh là ! Écoutez, écoutez tous Tout notre amour a fait naître un nouveau roi Tout notre amour l'a fait arriver |

En 2009, dans un article du magazine américain  OffBeat, le linguiste social ghanéen Dr Evershed Amuzu affirme que le refrain est « certainement d'Afrique de l'Ouest », témoignant de schémas sonores d'Afrique de l'Ouest. L'article note que la formule « ayeko », souvent doublée en « ayeko, ayeko » est courante chez les Akan et les Ewe — peuples des actuels Togo, Ghana et Bénin — et qui signifie « bravo » ou « félicitations ». Ces deux peuples ont été largement vendus comme esclaves, souvent vers Haïti — qui servait d'étape vers la Louisiane. Les Ewes sont considérés comme ayant apporté la culture d'Afrique de l'Ouest en Amérique, et en particulier les rites Vaudou en Haïti et à La Nouvelle-Orléans.
Le musicologue Ned Sublette (en) a soutenu l'idée que le refrain plonge ses racines dans la culture des esclaves d'Haïti, considérant que les rythmes des Indiens de Mardi gras sont impossibles à distinguer des rythmes Kata haïtiens. Il note également que « Yaquimo » est un nom répandu chez les Taïnos, qui habitaient Haïti au début de la traite des esclaves.
En 1991, Dr Sybil Kein proposa, lors d'une conférence à la New Orleans Social Science History Association, une traduction du refrain à partir du yoruba et du créole :
Langue de code !

Dieu veille

Jacouman provoque, nous serons émancipés

Jacouman l'exhorte, nous allons attendre,.

## Utilisation au cinéma
Cette chanson est utilisée dans le film Rain Man de Barry Levinson (1988) ainsi que dans Mission impossible 2 de John Woo (2000).